# Neutron Star Collision (Love Is Forever)
Neutron Star Collision (Love Is Forever) – singel brytyjskiego zespołu rockowego Muse, który wydany został na ścieżce dźwiękowej do filmu Saga „Zmierzch”: Zaćmienie. Napisany został przez Matthew Bellamy’ego, a wyprodukowany przez amerykańskiego muzyka Butch Vig. Utwór nagrany został w 2010 roku i był pierwszym singelem zespołu po wydaniu poprzedniego albumu. Można było go kupić tylko w cyfrowo na oficjalnej stronie Muse i w wybranych sklepach internetowych. Do singla nakręcono także teledysk, którego reżyserią zajął się Anthony Mandler.

## Notowania
| Lista (2010)                            | Najwyższa pozycja |
| --------------------------------------- | ----------------- |
| Australia (Top 50 Singles)              | 37                |
| Austria (Ö3 Austria Top 40)             | 40                |
| Belgia (Flandria) (Ultratop 50 Singles) | 24                |
| Belgia (Wallonia) (Ultratop 50 Singles) | 3                 |
| Dania (Track Top-40)                    | 31                |
| Finlandia (Top 20 Singles)              | 20                |
| Irlandia (Top 50 Singles)               | 3                 |
| Holandia (Single Top 100)               | 25                |
| Kanada (Billboard Canadian Hot 100)     | 60                |
| Nowa Zelandia (Top 40 Singles)          | 27                |
| Norwegia (Top 20 Singles)               | 10                |
| Szkocja (Top 40 Scottish)               | 3                 |
| Hiszpania (Top 50 Singles)              | 26                |
| Szwajcaria (Singles Top 100)            | 36                |
| Szwecja (Top 60 Singles)                | 25                |
| Stany Zjednoczone (Hot 100)             | 77                |
| Stany Zjednoczone (Alternative Songs)   | 14                |
| Wielka Brytania (Singles Top 100)       | 11                |
| Włochy (Top 20 Singles)                 | 10                |